# Boreacola dawsoni
Boreacola dawsoni är en musselart som först beskrevs av John Gwyn Jeffreys 1864.  Boreacola dawsoni ingår i släktet Boreacola och familjen Lasaeidae. Inga underarter finns listade i Catalogue of Life.